# Rose of the Alley (film 1914)
Rose of the Alley è un cortometraggio muto del 1914. Il nome del regista non viene riportato nei credit.

## Produzione
Il film fu prodotto dalla Balboa Amusement Producing Company

## Distribuzione
Distribuito dalla Box Office Attractions Company, il film - un cortometraggio di tre bobine - uscì nelle sale cinematografiche statunitensi il 5 ottobre 1914. Nel 1915, fu nuovamente distribuito dalla Pathé Exchange.